# كارلوس دياز (منافس ألعاب قوى)
كارلوس دياز (بالإسبانية: Carlos Díaz) هو منافس ألعاب قوى تشيلي، ولد في 9 يوليو 1993.

## وصلات خارجية
- كارلوس دياز على موقع الاتحاد الدولي لألعاب القوى (الإنجليزية)